# Тибалда (Виченца)
Тибалда је насеље у Италији у округу Виченца, региону Венето.
Према процени из 2011. у насељу је живело 144 становника. Насеље се налази на надморској висини од 224 м.